# Hühnerspiel (Zillertaler Alpen)
Das Hühnerspiel, auch Amthorspitze genannt, ist ein 2748 m s.l.m. hoher Berg im Südtiroler Teil der Zillertaler Alpen. Eine reaktivierte Sendeanlage dient zur Verbreitung von digitalen Hörfunkprogrammen.

## Lage und Umgebung
Das Hühnerspiel befindet sich im südlichen Tuxer Kamm der Zillertaler Alpen zwischen dem Wipptal im Westen und dem Pfitscher Tal im Osten. Die nächstgelegenen Gipfel im Kammverlauf sind die Rollspitze (2800 m) etwas nordöstlich und die südlich gelegene Weißspitze (2714 m). Die Südwestflanke des Bergaufbaus ist im Biotop Hühnerspiel unter Schutz gestellt.

## Anstiege
Das Hühnerspiel ist ein häufig besuchter Aussichtsberg und bot an seiner Westflanke bis 1991 einem inzwischen aufgelassenen kleinen Skigebiet Platz. Vom westlich unterhalb gelegenen Gossensaß führt ein markierter Weg über den Westgrat direkt zum Gipfel. Eine Besteigung wird oft mit weiteren Gipfeln im näheren Kammverlauf kombiniert, die durch einen Steig miteinander verbunden sind.

## Name
Der ursprüngliche Name Hühnerspiel geht auf eine unterhalb des Gipfels liegende Alm zurück. Der seltener gebrauchte Alternativname Amthorspitze bezieht sich auf den Schriftsteller Eduard Gottlieb Amthor, der oft in Gossensaß zu Gast war.

## Das Hühnerspiel als Sendestandort
Ab Frühjahr 1984 sendete vom Hühnerspiel Radio C. Der von Conrad Electronic betriebene Sender strahlte gezielt in Richtung Norden und war von dem exponierten Standort bis München und die Oberpfalz zu empfangen.  Die Sendeantenne war vom Hersteller Kathrein. Erste moderierte Sendungen wurden im Mai 1984 ausgestrahlt. Radio C hatte sein erstes Studio in Gossensass, später in der Italienstr. 20 in Bozen. Radio C sendete bis 1996, die letzten Jahre allerdings nicht mehr für Deutschland und damit nicht mehr vom Hühnerspiel. Nachdem Conrad Electronic ausgeschieden war, konzentrierte man sich rein auf Südtirol. Vor Radio C war vom Hühnerspiel für einige Wochen das italienischsprachige Programm von Radio Rosengarten bis München zu hören.
Im Gipfelbereich des Hühnerspiel bestand bis 1992 ein kleiner NATO-Stützpunkt mit Antennenanlage. 

### Digitaler Hörfunk (DAB+)
Zum Jahresanfang 2020 wurde der Gipfelbereich als Sendestandort reaktiviert: Die Rundfunk-Anstalt Südtirol strahlt von dort im Standard DAB+ Radioprogramme für die Empfangsverbesserung am Brenner, in Pflersch, im Jaufental und im Nordtiroler Wipptal bis Innsbruck aus. Aktuell werden folgende Programme im Gleichwellenbetrieb mit anderen Sendern ausgestrahlt.
| Block        | Programme | ERP (in kW) | Antennen- diagramm rund (ND), gerichtet (D) | Gleichwellennetz (SFN) |
| ------------ | --- | ----------- | ------------------------------------------- | --- |
| 10B RAS1-DAB | DAB-Block der Radioanstalt Südtirol: - Rai Radio 1 TAA - Rai Radio 2 TAA - Rai Radio 3 - Rai Südtirol - Bayern 3 - BR-Klassik - BR24 - Deutschlandfunk Kultur - Die Maus - Radio Swiss Classic - Radio Swiss Pop                                                                    | 0,017       | V                                           | - Südtirol: Aberstückl, Abtei, Antholz Mittertal, Barbian (Lajen), Brenner, Brixen (Plose), Eggental (Rauth), Enneberg, Franzensfeste (Mittewald), Freienfeld, Graun im Vinschgau, Grödnertal, Grödner Joch (Wolkenstein), Gsies, Hühnerspiel, Kardaun, Kastelruth, Kematen (Pfitscher Tal), Kronplatz, Kurzras, Lüsen (Oberhaus-Hof), Luttach, Mals, Melag (Pratzen), Meran (Mut), Meransen, Moos in Passeier, Mühlwald, Neumarkt (Laag), Obervinschgau, Pens (Hohe Scheibe), Pfelders (Passeiertal), Pfunders, Pragser Tal, Prettau, Proveis, Ratschings, Rein in Taufers, Ritten, Sarnthein, Schlinig, Seis (St. Konstantin), St. Gertraud, St. Leonhard in Passeier, St. Martin im Kofel, St. Pankraz, Sterzing (Rosskopf), Sulden, Toblach (Scheibeneck), Unser Frau in Schnals, Welschellen, Wengen - Trentino: Penegal, Paganella |
| 10C DABMEDIA | - Radio 2000 - 80 DAB - Radio Gherdëina Dolomites - Radio Edelweiss - Die Antenne - Radio Dolomiti - Radio Grüne Welle - Radio Sacra Famiglia - Radio Tirol (Südtirol) - Radio Maria Südtirol - Südtirol 1 - ERF Südtirol - StadtRadio Meran - Radio Holiday - Radio Italia Anni 60 | 0,017       | V                                           | - Südtirol: Aberstückl, Abtei, Antholz Mittertal, Barbian (Lajen), Brenner, Brixen (Plose), Enneberg, Franzensfeste (Mittewald), Freienfeld, Graun im Vinschgau, Grödnertal, Grödner Joch (Wolkenstein), Gsies, Hühnerspiel, Kardaun, Kastelruth, Kematen (Pfitscher Tal), Kronplatz, Kurzras, Lüsen (Oberhaus-Hof), Luttach, Mals, Melag (Pratzen), Meran (Mut), Meransen, Moos in Passeier, Mühlwald, Neumarkt, Obervinschgau, Pens (Hohe Scheibe), Pfelders (Passeiertal), Pfunders, Pragser Tal, Prettau, Proveis, Ratschings, Rein in Taufers, Ritten, Sarnthein, Schlinig, Seis (St. Konstantin), St. Gertraud, St. Leonhard in Passeier, St. Martin im Kofel, St. Pankraz, Sterzing (Rosskopf), Sulden, Toblach (Scheibeneck), Unser Frau in Schnals, Welschellen, Wengen - Trentino: Penegal, Paganella                          |
| 10D RAS2-DAB | DAB-Block der Radioanstalt Südtirol: - Ö1 - ORF Tirol - Ö3 - FM4 - Bayern 1 OBB - Bayern 2 - BR Heimat - Deutschlandfunk Nova - Radio Rumantsch - Rete Due - Radio Swiss Jazz | 0,017       | V                                           | - Südtirol: Aberstückl, Abtei, Antholz Mittertal, Barbian (Lajen), Brenner, Brixen (Plose), Eggental (Rauth), Enneberg, Franzensfeste (Mittewald), Freienfeld, Graun im Vinschgau, Grödnertal, Grödner Joch (Wolkenstein), Gsies, Hühnerspiel, Kardaun, Kastelruth, Kematen (Pfitscher Tal), Kronplatz, Kurzras, Lüsen (Oberhaus-Hof), Luttach, Mals, Melag (Pratzen), Meran (Mut), Meransen, Moos in Passeier, Mühlwald, Neumarkt (Laag), Obervinschgau, Pens (Hohe Scheibe), Pfelders (Passeiertal), Pfunders, Pragser Tal, Prettau, Proveis, Ratschings, Rein in Taufers, Ritten, Sarnthein, Schlinig, Seis (St. Konstantin), St. Gertraud, St. Leonhard in Passeier, St. Martin im Kofel, St. Pankraz, Sterzing (Rosskopf), Sulden, Toblach (Scheibeneck), Unser Frau in Schnals, Welschellen, Wengen - Trentino: Penegal, Paganella |